# Brenta
El Brenta és un riu del nord d'Itàlia al Vèneto. Té 174 km de longitud i una conca de 2304 km². Néix a uns 450 m d'altitud, quan s'uneixen els dos emissaris dels llacs situats vora les ciutats de Levico i Caldonazzo. Desemboca a la mar Adriàtica.
El seu nom antic era grec antic: Μεδόακος, llatí: Medoacus o Meduacus. William Smith diu que era un riu del nord d'Itàlia, que creua les extenses llacunes que voregen la costa de l'Adriàtic, als voltants de l'actual Venècia. Segons Plini el Vell hi havia dos rius amb el mateix nom, però cap altre autor en parla, i Titus Livi, que havia nascut en aquell territori només fa menció del Meduacus amnis ('riu Meduacus') sense afegir cap epítet. Neix a les muntanyes de la Val Sugana i que flueix prop de Pàdua (Patavium). A poca distància d'aquesta ciutat rep les aigües del Bacchiglione, que podria ser l'altra branca del Medoacus que menciona Plini. Estrabó parla d'un port del mateix nom a la seva desembocadura, que seria el port de Patavium.
Titus Livi diu també que Cleònim d'Esparta l'any 301 aC va remuntar el riu Medoacus amb embarcacions molt lleugeres i va saquejar el territori dels pataus (els habitants de Pàdua a l'antiguitat), que van rebutjar tots els atacs i van destruir gran part de la seva flota.